# Kamuysaurus
Kamuysaurus (il cui nome significa "lucertola divina") è un genere estinto di dinosauro hadrosauride edmontosaurino vissuto nel Cretaceo superiore, circa 72.4-70.6 milioni di anni fa (Maastrichtiano), ritrovato in dei depositi marini nella zona Hobetsu, vicino alla città di Mukawa, Hokkaidō, in Giappone. Il genere contiene una singola specie, ossia K. japonicus.

## Descrizione

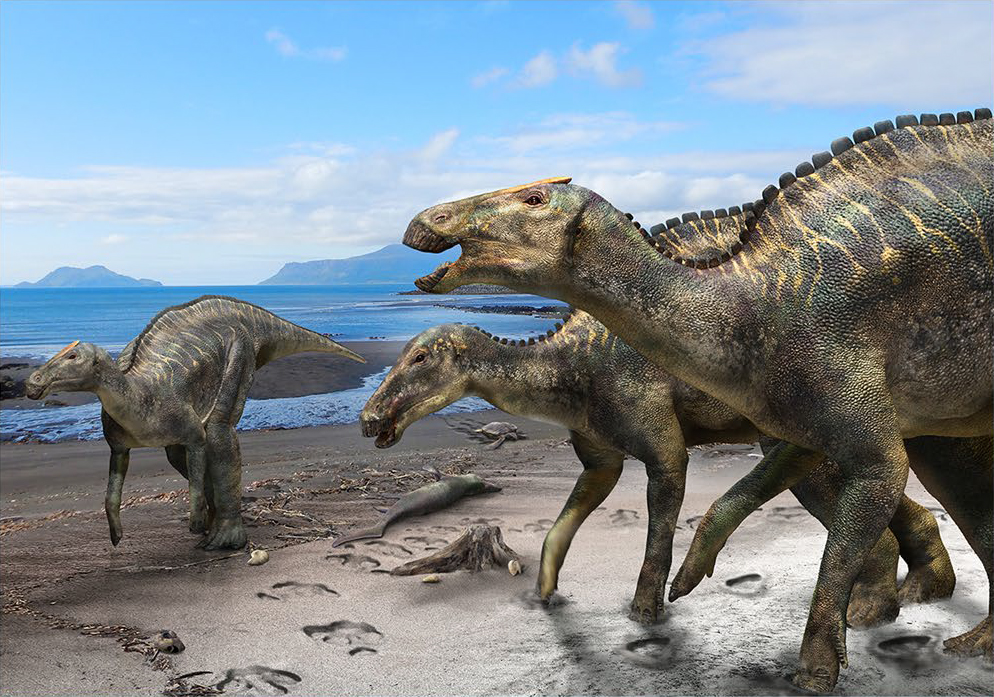
Ricostruzione di K. japonicus

Kamuysaurus era un dinosauro erbivoro di media-grossa taglia, lungo circa 8 metri di lunghezza. Dalla larghezza del femore, il suo peso è stato stimato intorno alle 4-5,3 tonnellate, a seconda se l'animale fosse stato bipede o quadrupede.
Gli autori descrittivi hanno indicato alcuni tratti distintivi. Tre di questi sono autapomorfie, ossia caratteristiche derivate uniche. Sull'osso quadrato, la tacca in apertura separa dall'osso quadratojugale, è situato in una posizione molto bassa, a tre quarti della lunghezza dell'corpo principale dell'osso misurata dalla parte superiore dell'elemento osseo. Questo tratto è unico tra gli Hadrosauridae nel loro insieme. L'osso surangolare della mandibola ha solo un breve ramo ascendente, che non raggiunge il processo coronoideo. La sesta vertebra dorsale della tredicesima parte, presenta spine neurali inclinate verso la parte anteriore.

## Scoperta

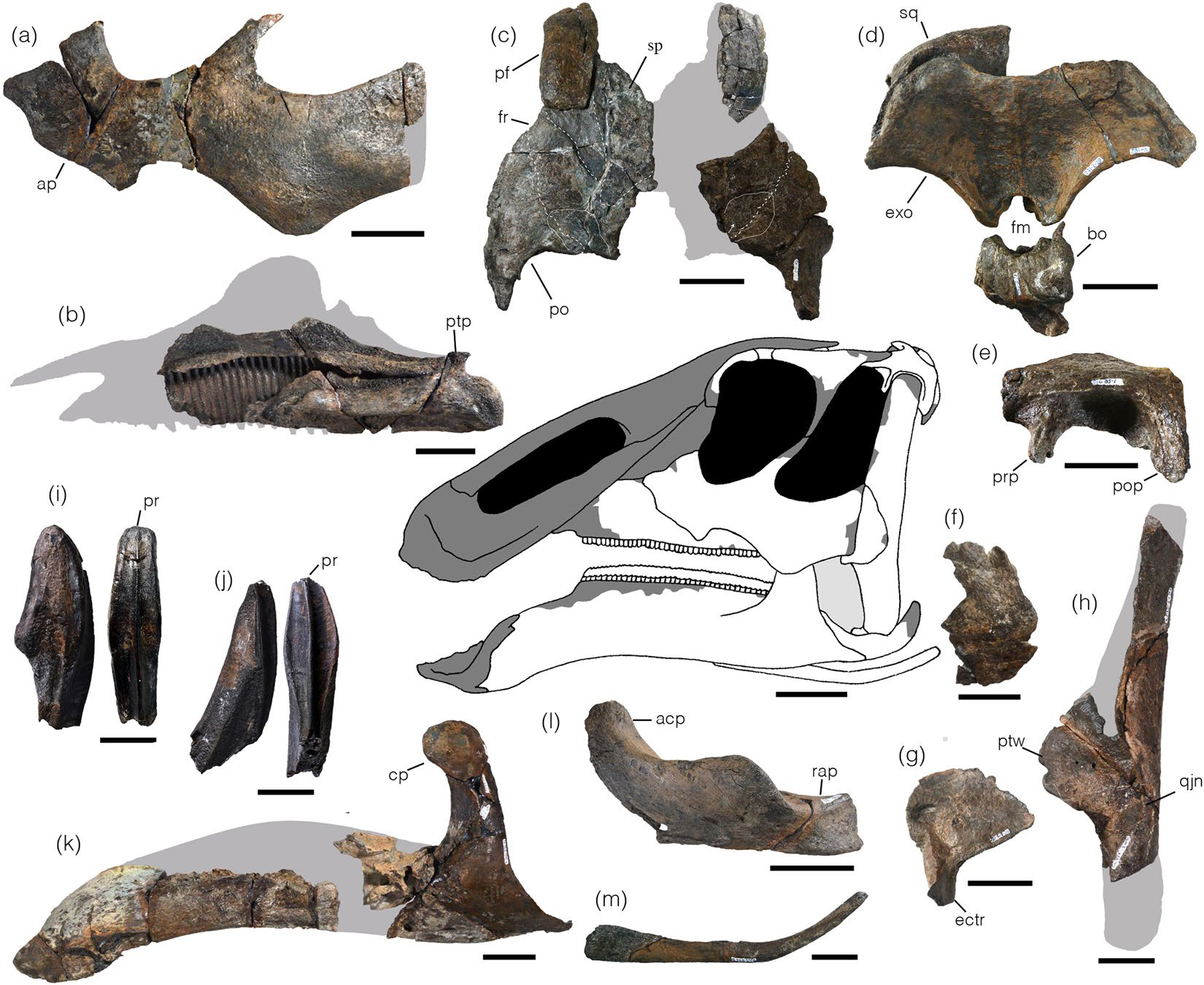
Elementi del cranio

Nel 2003, il paleontologo dilettante Yoshiyuki Horita scoprì a Shirafunezawa Creek la coda di un euornithopode. Nel 2013 e nel 2014 è stato scoperto un intero scheletro dalle squadre del Museo Hobetsu e del Museo dell'Università di Hokkaido. La scoperta fu soprannominata Mukawaryu, ossia "Drago di Mukawa".
Nel 2019, la specie tipo Kamuysaurus japonicus è stata nominata e descritta dal professor Yoshitsugu Kobayashi, Tomohiro Nishimura, Ryuji Takasaki, Kentaro Chiba, Anthony Ricardo Fiorillo, Kohei Tanaka, Tsogtbaatar Chinzorig, Tamaki Sato e Kazuhiko Sakurai. Il nome generico dell'animale deriva da Kamuy, che significa "divinità" in Ainu, la lingua degli abitanti originari dell'Hokkaidō. Il nome specifico, japonicus, significa "giapponese" in neolatino, e si riferisce alla provenienza dell'animale dal Giappone.
L'olotipo, HMG-1219, è stato ritrovato in uno strato marino della Formazione Hakobuchi, parte del Gruppo Yezo, risalente ai primi del Maastrichtiano, tra i 72,4 e i 70,6 milioni di anni. L'olotipo consiste in uno scheletro quasi completo con il cranio, mancando solo del muso, parti delle vertebre sacrali e alcune falangi. Con oltre il 60% degli elementi scheletrici e l'80% della massa ossea, è, insieme al più piccolo Fukuivenator, uno degli scheletri di dinosauro più completi ritrovati in Giappone. Le ossa sono state ritrovate su una superficie di sette per quattro metri ed erano parzialmente articolate, sebbene danneggiate dall'erosione. L'olotipo rappresenta un individuo adulto di almeno nove anni, ed il suo corpo era stato probabilmente trascinato in mare dalla corrente.